# Viticulture en Argentine

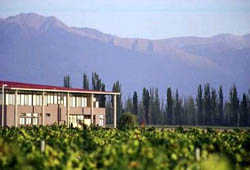
La Bodega Tapiz, une des caves situées sur la Ruta del Vino dans la province de Mendoza.

La viticulture en Argentine est originaire d'Espagne. En 1557, pendant la colonisation des Amériques, un certain Juan Cedrón (ou Cidrón) apporta les premiers ceps de vigne à Santiago del Estero, et la culture du raisin ainsi que la production de vin commença dans les environs, puis s'étendit progressivement à d'autres régions du pays.
Comme dans beaucoup de pays d'Amérique, elle fut d'abord tentée par des cépages locaux (Vitis labrusca, Vitis rupestris...) qui ne sont pas de la même souche que les cépages européens (Vitis vinifera). Ces cépages locaux donnent au vin un goût foxé (très rude et acide), qui n'est généralement pas très apprécié. Mais, rapidement, les moines franciscains firent venir d'Europe les meilleurs cépages.
Déjà vers le milieu du XIXe siècle, le vignoble était important et il n'a cessé de se développer, même si, de nos jours, les surfaces exploitées sont inférieures à celles des années 1970. Cette diminution est largement compensée par l'augmentation des rendements.

## Historique

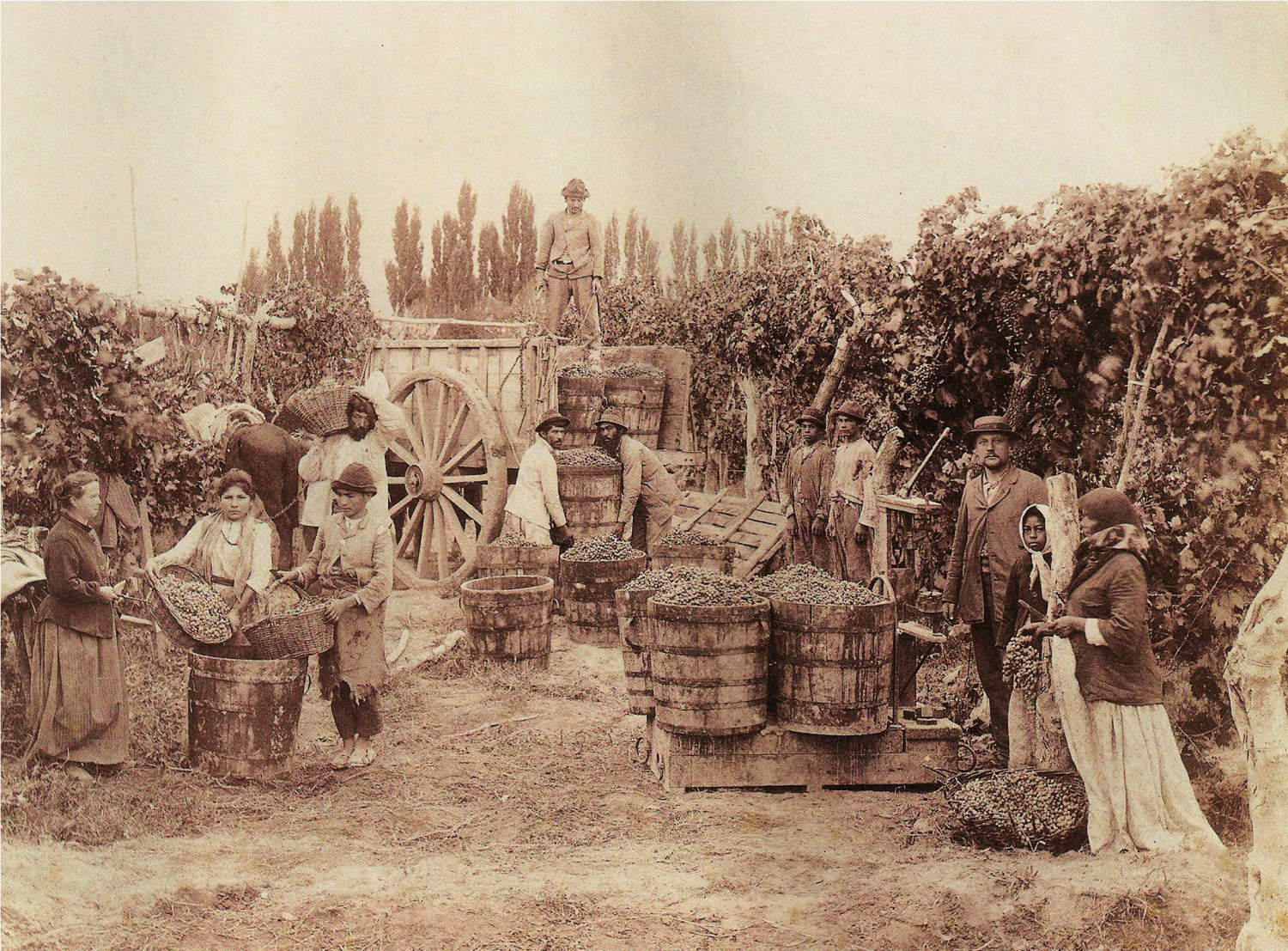
Vendanges sur hautains en Argentine au XIXe siècle.

Les vignes en hautains, sur espaliers ou en gobelets furent les trois méthodes les plus utilisées en viticulture à Mendoza et à San Juan, dès 1561, date de leurs fondations par les conquérants espagnols, et jusqu'à la modernisation de la viticulture argentine, dans les années 1870. La crise du phylloxéra entraîne dans les années 1880 une baisse des importations de vin en Argentine et une hausse de la production de vin cultivée localement.
L'étude menée par Pablo Lacoste a révélé que 97 % des ceps ont été cultivés en vignes basses et seulement 3 % en vignes hautes. Dans le premier cas, les trois-quarts étaient conduits en gobelet, pour le quart restant les sarments étaient liés à des tiges de saule et peuplier. Habituellement les cépages noirs étaient conduits en gobelets et les muscats blancs sur espaliers ou sur hautains.
Dans les années 1950, le comte français Robert-Jean de Vogüé, président de Moët & Chandon, souhaite développer d'autres activités que le champagne, tout en tirant profit du savoir-faire de la maison. Conscient qu'aucune extension du vignoble n'est possible autour de Reims et Épernay, il se tourne donc vers l'Amérique du Sud. Moët & Chandon choisit l'Argentine, qui possède une tradition viticole, ce qui n'est pas le cas d'autres pays du sous-continent. Invité à Buenos Aires par son neveu, le baron Bertrand de Ladoucette, il remarque que les Argentins des bars populaires boivent du vin blanc, agrémenté d'eau gazeuse et de glaçons. L'entreprise crée alors un mousseux, qui doit à terme concurrencer le champagne. Il ne s'agit pas seulement d'en faire un produit destiné aux célébrations familiales. Le mousseux Moët & Chandon s'immisce ainsi dans le quotidien des Argentins urbains, remplaçant le whisky. Plusieurs déclinaisons du produit sont lancées. En 2021, l'entreprise exploite plus de 500 ha en Argentine.

## Production

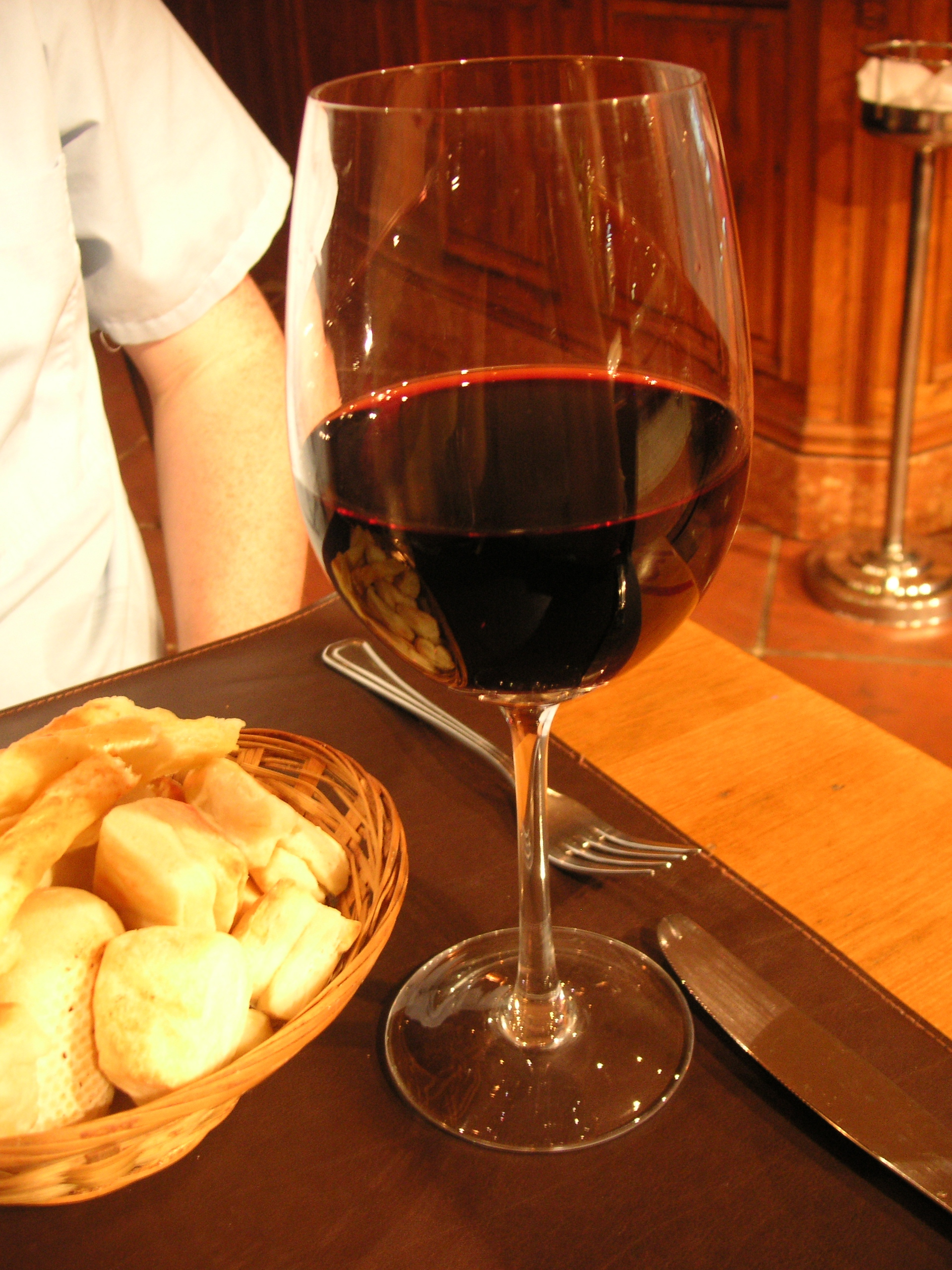
Vin argentin.

De culture européenne, les Argentins sont des consommateurs de vin. Ils en consomment environ 45 litres par an et par personne. Ils ont réussi l'exploit de se hisser au 5e rang mondial des producteurs de vins. Néanmoins, ils n'exportent qu'une petite quantité de leurs vins (à peine 5 %).
Traditionnellement les viticulteurs argentins ont toujours privilégié la quantité plutôt que la qualité, et le pays consomme actuellement près des trois-quarts de sa propre production. Mais le besoin et le désir d'accroître les exportations ont été à la base d'une augmentation significative de la qualité, et les vins argentins ont commencé à s'exporter dès les années 1980 et surtout 1990. Leur renommée se développe fortement.
Actuellement, l'Argentine est le premier producteur sud-américain et le cinquième au niveau mondial, avec plus ou moins 12 millions d'hectolitres produits en 2003. Elle est le treizième exportateur mondial (en 2005) pour un montant de 431 millions de dollars (USD)[Passage à actualiser].
Il y a actuellement environ 220 000 hectares cultivés en vigne en Argentine, dont 8 000 hectares utilisés en raisin de table et raisins secs. Grâce à la faible humidité de la plupart des régions où pousse la vigne, grâce aussi à sa culture en des vallées élevées, celle-ci est rarement attaquée par des insectes ou champignons ou autres maladies de la vigne, comme c'est le cas en d'autres régions du monde. Donc, peu ou pas d'emploi de pesticides, ce qui permet d'obtenir des vins de haute qualité biologique, de plus en plus demandés par les consommateurs.

## Régions productrices

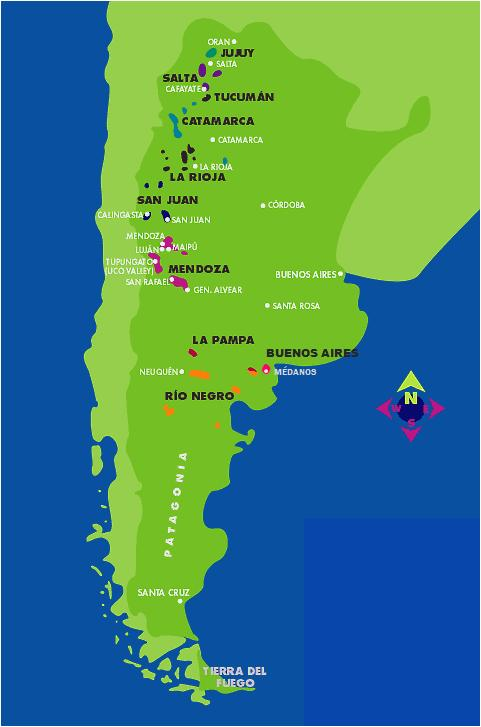
Régions productrices d'Argentine.

C'est surtout au pied des Andes, à une altitude comprise entre 800 et 1 700 mètres, que se trouvent les vignobles (bien qu'on en trouve jusqu'à 2 500 mètres).
Un ingénieux système d'irrigation composé de canaux et de bassins permet aux vignerons d'irriguer ces plantations.
Les plus importantes régions viticoles se trouvent dans les provinces de Mendoza et San Juan encore dénommées région du Cuyo, ainsi que dans celle de La Rioja.
Les provinces de Salta, Jujuy, Catamarca, Río Negro, Neuquén et Buenos Aires produisent également des raisins et du vin.
La province de Mendoza représente plus de 60 % de la production de vins argentins et est à l'origine de 84 % de leur valeur (pendant le premier trimestre 2006).
- Province de Mendoza : régions de Valle Central, de Mendoza, de Valle de Uco, et de San Rafael.
- Province de San Juan : San Juan, Valle del Tulum, Valle de Tullum, Pedernal.
- Province de Salta : les vallées Calchaquíes, El Arenal, Molinos, Cafayate, Amaicha.
- Province de La Rioja : Valle de Famatina, Villa Union, San José de Jachal, Villa San José de Vinchina, Aimogasta.
- Province de Catamarca : Valle de Tinogasta, Andalgala, Fiambala, Aimogasta, Anillaco.
- Province de Río Negro (province patagonienne) : haute vallée du Río Negro.
- Province de Jujuy : dans la région de San Salvador de Jujuy (C'est l'endroit où on a produit des vins à une altitude maximale).
- Province de Neuquén (province patagonienne) : région de San Patricio del Chañar, Alto Valle del Rio Colorado.
- Province de  Buenos Aires : région de Médanos.

À noter que depuis le début des années 2000, on produit des vins blancs fins dans la province de Chubut, ce qui fait de cette dernière la région possédant les vignobles les plus méridionaux du monde.

## Cépages

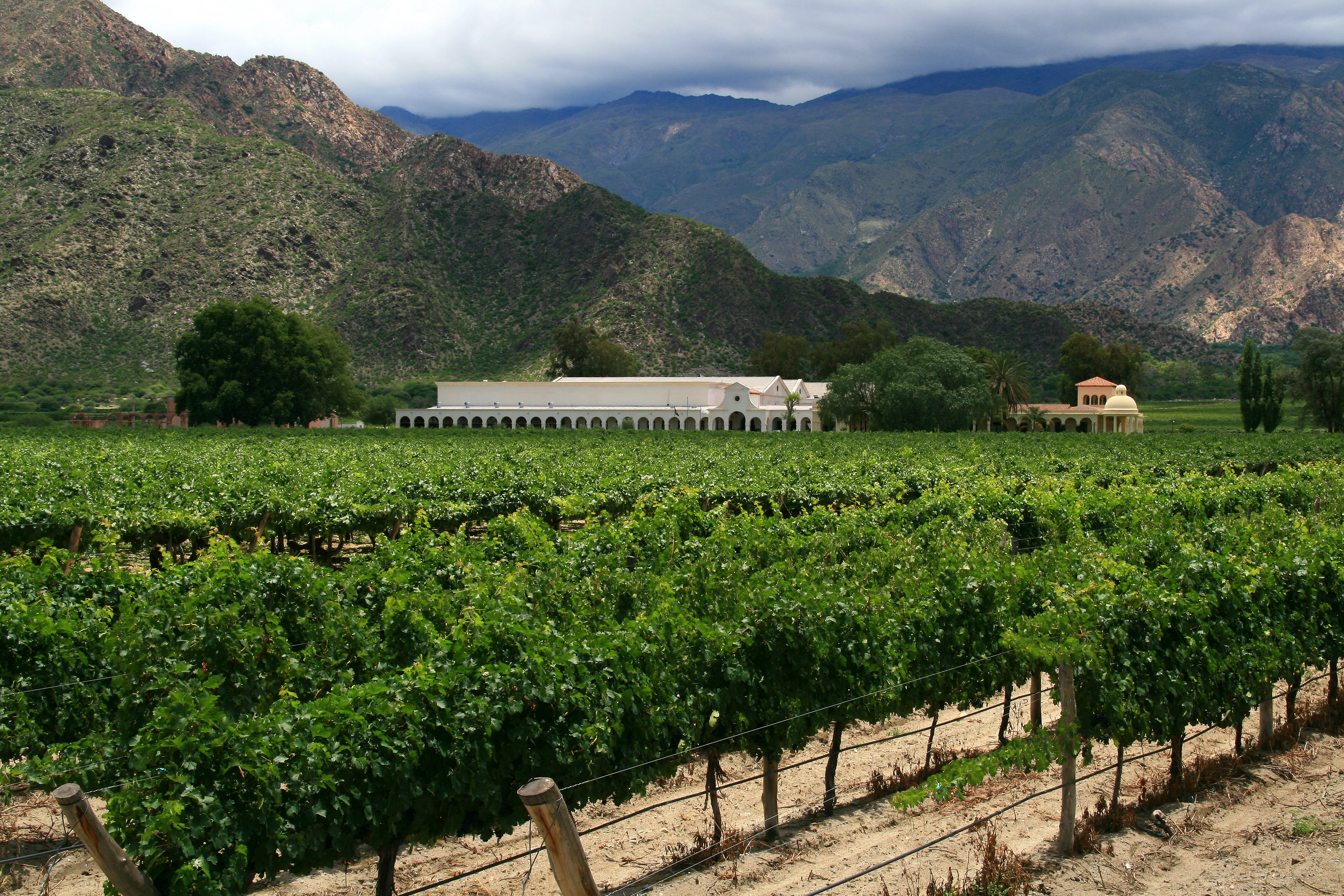
Torrontés - Vallées Calchaquies, Cafayate, province de Salta.

### Blancs
- Les vins blancs en général sont chardonnay, torrontés, sauvignon, chenin, viognier et sémillon.
- Le vin du cépage Torrontés peut être du Torrontés Riojano, Torrontés Mendocino et Torrontés Sanjuanino. Le Torrontés, d'origine espagnole, produit des vins très rafraîchissants, aux arômes muscatés, épicés et d'agrumes rappelant parfois un peu le gewurztraminer.
- Les vins basés sur le cépage pedro ximénez sont produits à Mendoza et à La Rioja.

### Rouges

Vins rouges "premium"

- Les cépages malbec, bonarda, tempranillo et cabernet sauvignon (en moindre quantité) sont utilisés pour les vins rouges « premium » à Mendoza, ce qui représente 25 % de sa production
- Il y a une production moindre de cabernet/merlot, de variétés de pinot noir et de syrah.
- À San Juan, il y a beaucoup de bons vins de Syrah.
- Les raisins indigènes criolla grande et cereza sont utilisés pour 50 % de la production de la province de Mendoza, qui n'est pas exportée et donne des vins de bas prix et de moindre qualité.

## Photographies

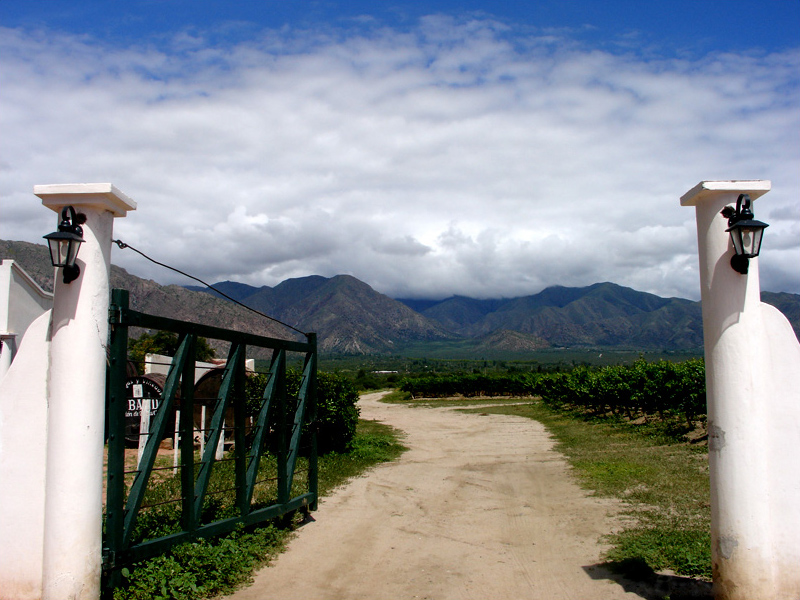
Vallées Calchaquies, Cafayate, dans la province de Salta.
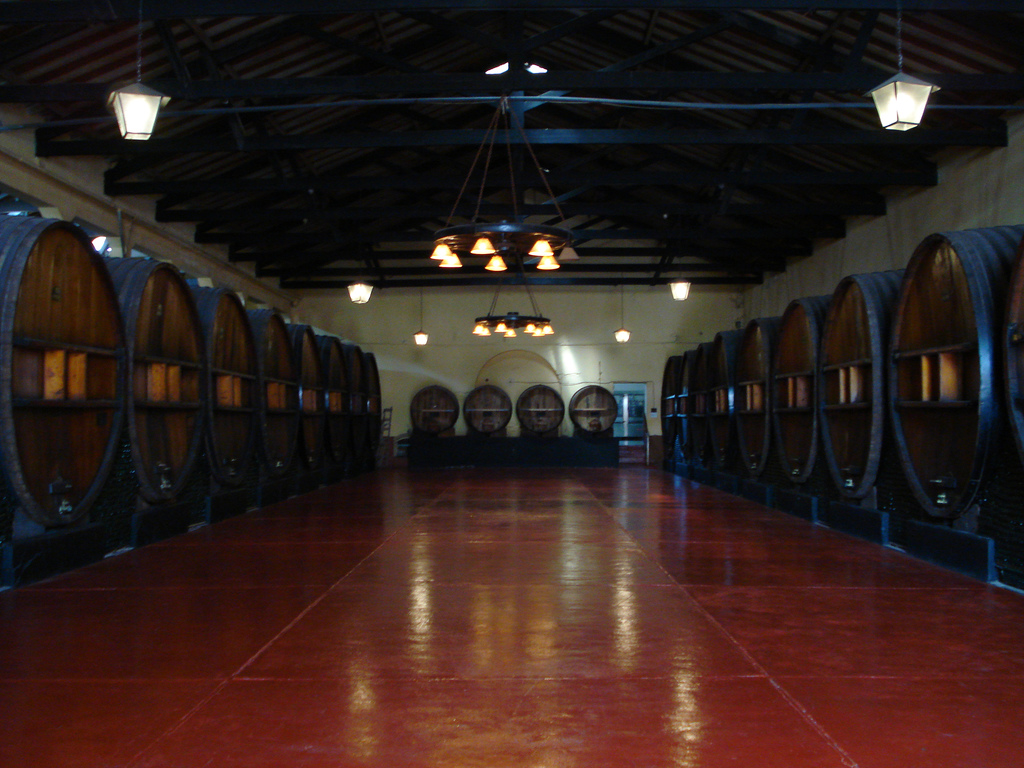
Les caves Baudron, à Mendoza.
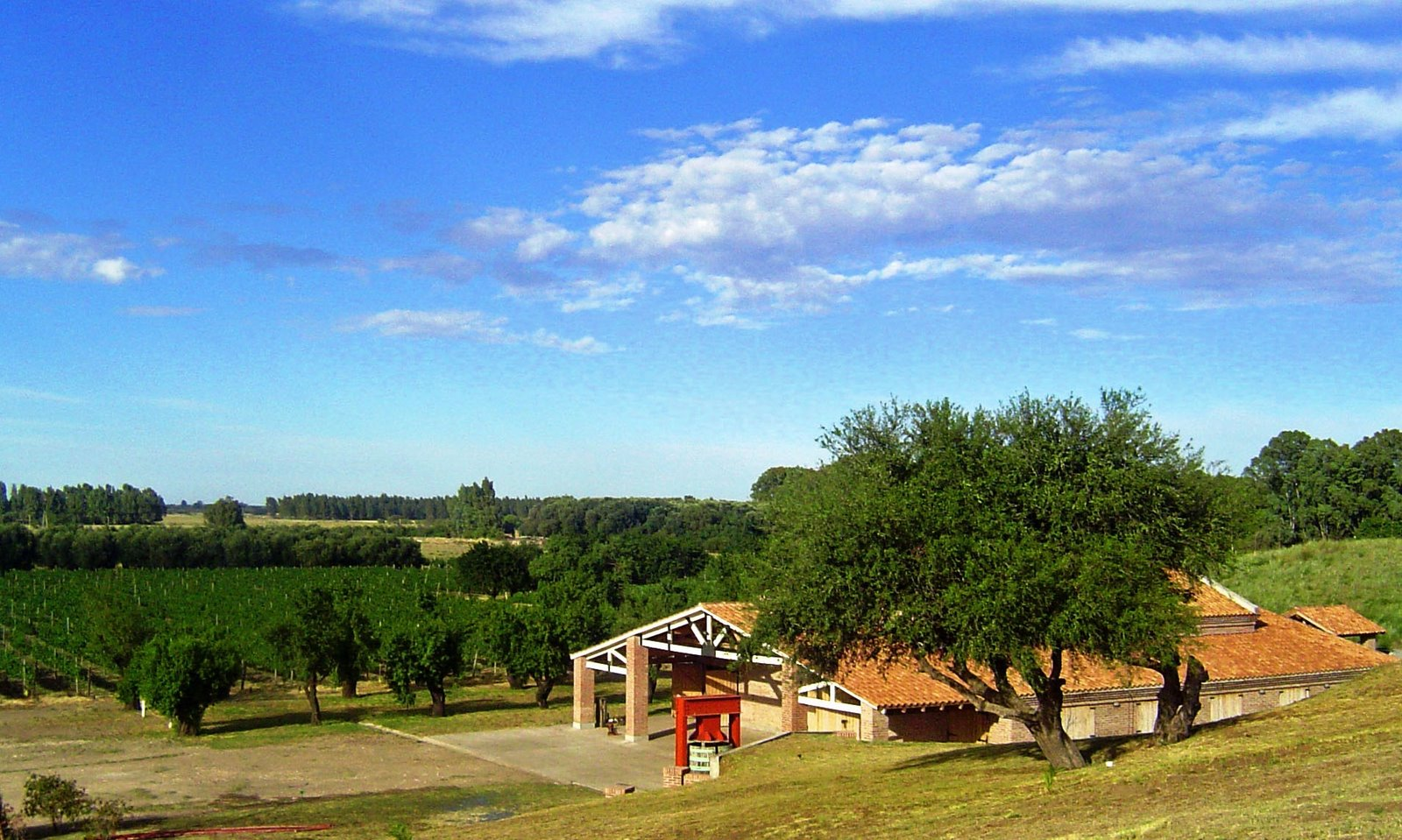
Vignoble d'Al Este à Médanos, Buenos Aires.

### Vidéos
- [vidéo] « L'Argentine » sur Voyage, 2003, 52 min.
- [vidéo] « Patagonie : Les vignes du bout du monde » sur Arte, 2019, 27 min.
- (en) [vidéo] « The Wines of Argentina » sur GuildSomm, 16 avril 2019, 14 min.